# Backanterna
Backanterna är en tragisk pjäs av den grekiske författaren Euripides. Pjäsen skrevs 407 f.Kr., men den hade premiär först efter Euripides död, under Dionysia-festivalen år 406 f.Kr. I pjäsen medverkar Dionysos, Teiresias, Kadmos, Pentheus, Agaue, en betjänt, två budbärare samt en kör.

## Handling
I Backanterna återvänder den unge vinguden Dionysos till sin födelsestad Thebe efter att ha etablerat sin kult i öster. I sitt följe har han en kör av backantinnor. Semele, hans mor, misstroddes av sin familj då hon hävdade att Zeus var far till hennes barn. Dionysos har kommit för att återupprätta henne, uppenbara sin gudomlighet och kräva vederbörlig dyrkan av thebanerna (för att sedan erövra hela Hellas). Guden har stungit sina mostrar med vanvett och sänt dem upp i bergen där de hänger sig åt backiska ritualer. I staden härskar Dionysos kusin Pentheus sedan gamle kung Kadmos lämnat över styret till sin dotterson. Han vägrar att offra till den nyuppfunne guden, låter fängsla Dionysos (som utger sig för att vara sin egen präst) och ämnar gripa till våld mot de rasande kvinnorna. Samtidigt uppvisar han ett stort intresse för de dionysiska ceremonierna, och förklär sig på främlingens inrådan till kvinna för att kunna spionera i bergen. Där straffas han på ett rysligt sätt för sitt gudshån: hans mor (Agaue) och mostrar sliter sönder honom levande i tron att han är ett lejon. Då Agaue – bärande på sin sons huvud som en trofé – återfår förståndet inser hon att systrarna måste gå i landsflykt. Detsamma gäller Kadmos, som med sin hustru Harmonia ska förvandlas till orm och leda barbarhärar mot Grekland. Familjen splittras, huset är krossat och Dionysos triumferar.